# Catégorie de poids

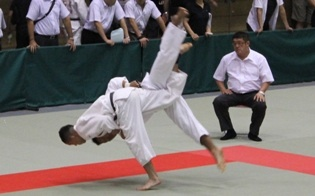
Combat de judo

Les catégories de poids sont une manière de diviser les combattants de certains sports de combats (e.g. Judo, savate, boxe anglaise) afin de s'assurer que chacun ne combatte que contre un opposant de même corpulence. Elles sont également utilisées en aviron.

## En combat libre
Les différentes organisations de combat libre adoptent souvent leurs propres règles concernant les limites de poids, entrainant des grandes différences et une grande ambiguïté. Pour différentes raisons, essentiellement historiques, sous des catégories de poids portant le même nom il existe des fourchettes de poids très différentes.

## En boxe anglaise
En boxe anglaise professionnelle masculine, les athlètes pesant entre 48,988 kg (108 livres) et 50,349 kg (111 livres) sont considérés comme poids mouches. Entre 55,338 kg (122 livres) et 57,152 kg (126 livres) ils sont considérés comme poids plumes. Entre 57,152 kg (126 livres) et 58,967 kg (130 livres) comme poids super-plumes. Entre 58,967 kg (130 livres) et 61,237 kg (135 livres), comme poids légers. Entre entre 61,237 kg (135 livres) et 63,503 kg (140 livres) comme poids super-légers. Entre entre 63,503 kg (140 livres) et 66,678 kg (147 livres) comme poids welters. Entre 66,678 kg (147 livres) et 69,853 kg (154 livres) comme poids super-welters. La catégorie poids moyens concerne les athlètes entre 69,853 kg (154 livres) et 73,028 kg (161 livres),. Entre entre 73,028 kg (161 livres) et 76,205 kg (168 livres), catégorie poids super-moyens. Entre 76,205 kg (168 livres) et 79,378 kg (175 livres), catégorie poids mi-lourds,.Entre 79,378 kg (175 livres) et 90,719 kg (200 livres), les athlètes sont classés dans la catégorie poids lourds-légers.La catégorie poids lourds inclut les combattants pesant plus de 90,719 kg (200 livres).

## En Judo
Il existe au Judo en 1re division (catégorie « élite ») 7 catégories de poids masculines et 7 catégories féminines : 
- Chez les hommes : - 60 kg, - 66 kg, - 73 kg, - 81 kg, - 90 kg, - 100 kg, + 100 kg.
- Chez les femmes : - 48 kg, - 52 kg, - 57 kg, - 63 kg, - 70 kg, - 78 kg, + 78 kg.

## En boxe française
En boxe française (ou savate) il existe 8 catégories de poids masculine et 8 catégories féminines:
- Chez les hommes : plumes (- 56 kg), légers (- 60 kg), super-légers (- 65 kg), mi-moyens (- 70 kg), super mi-moyens (- 75 kg), moyens (- 80 kg), mi-lourds (- 85 kg) et lourds (+ 85kg).
- Chez les femmes : mouches (- 48 kg), coqs (- 52 kg), plumes (- 56 kg), légers (- 60 kg), super-légers (- 65 kg), mi-moyens (- 70 kg), super mi-moyens (- 75 kg) et moyens (+ 75 kg).

## En aviron
Il existe en aviron deux catégories de poids :
- poids légers (ou PL): chez les hommes, tous les rameurs doivent peser moins de 72,5 kg et le poids moyen des rameurs doit être inférieur à 70 kg (sauf pour le skiff). Chez les femmes, chacune doit peser moins de 59 kg avec le poids moyen des rameuses inférieur à 57 kg (sauf pour le skiff)[5].

- toutes catégories (ou TC): pas de contraintes de poids;